# 多毛叶薯蓣
多毛叶薯蓣（学名：Dioscorea decipiens）为薯蓣科薯蓣属的植物。分布在缅甸、老挝、泰国以及中国大陆的云南等地，生长于海拔500米至1,500米的地区，多生长于山坡、山沟斜坡的常绿阔叶林中和灌木林下，目前尚未由人工引种栽培。

## 别名
粘山药（云南盈江），黄山药（云南景洪）

## 异名
- Dioscorea decipiens Hook. f. var. glabrescens C. T. Ting et M. C. Chang